# Aeroporto di Reconquista
L'aeroporto Tenente Daniel Jukic (FAA: RCQ - IATA: RCQ - ICAO: SATR) è un aeroporto della città di Reconquista, nella provincia di Santa Fe. È situato a 7 km a sud-ovest della cittadina, lungo la strada nazionale 11.

## Storia
L'aeroporto fu costruito nel 1945 come base aerea della III Brigata Aerea della Fuerza Aérea Argentina.